# Mitternachtsfalken
Mitternachtsfalken (engl. Hornet Flight, erschienen 2002) ist ein historischer Spionagethriller von Ken Follett, der wie etliche seiner Bücher zum Weltbestseller wurde. In Deutschland erschien die erste Auflage als Hardcover am 29. August 2003 im Bastei-Lübbe Verlag, übersetzt aus dem Englischen von Christel Rost und Till R. Lohmeyer. Das Taschenbuch erschien am 24. Mai 2005. Eine neue Fassung des Buches als Hardcover erschien am 12. Dezember 2006.
Im selben Verlag erschienen im August 2003 in Deutschland Hörbücher auf CD und Kassette, gelesen von Anne Moll und Philipp Schepmann. Zusätzlich gibt es eine CDA-Sonderausgabe als gekürzte Lesung, Erscheinungsdatum am 4. Dezember 2006.

## Hintergrund
Es ist Mai 1941, das Deutsche Reich beherrscht Österreich, die Tschechoslowakei, die Niederlande, Belgien, Frankreich, Dänemark und Norwegen. Italien ist Verbündeter, Spanien Sympathisant, Schweden neutral und mit der Sowjetunion ist ein Nichtangriffspakt abgeschlossen. Großbritannien hält als einzige aktive Kriegsmacht dagegen. Winston Churchill verstärkt die Flugzeugangriffe massiv, um so das Naziregime zur Aufgabe zu zwingen, jedoch werden aus unerklärlichen Gründen sehr viele britische Flugzeuge abgeschossen. Der Einmarsch der Wehrmacht in die Sowjetunion wird bald kommen.
Im Mittelpunkt des Buches steht Dänemark, das seit rund 14 Monaten besetzt ist. König Christian X. ist zwar noch König, die Regierung und die dänische Polizei stehen jedoch unter der Verfügungsgewalt der deutschen Polizei und der Gestapo, Hitlers Regime nutzt die exponierte Lage dänischer Inseln zur Überwachung des Luftraumes zwischen Deutschland und Großbritannien. In Dänemark entsteht nach und nach eine der erfolgreichsten Widerstandsbewegungen Europas; sie liefert den Westalliierten häufig nachrichtendienstliche Informationen. In den Sog dieser Widerstandsbewegung – und den Versuch wichtige Informationen nach England zu schmuggeln – geraten die Charaktere des Buches.

## Handlung (Überblick)
Harald Olufsen, ein 18-jähriger dänischer Oberschüler eines Internats, entdeckt auf dem Heimweg ins Elternhaus zufällig eine Freya-Radarstation der Deutschen auf einer kleinen dänischen Insel.
Sein Bruder Arne ist verlobt mit der englischen Diplomatentochter Hermia Mount, die in London für den britischen Geheimdienst arbeitet, ohne dass ihr Verlobter davon weiß. Verzweifelt versucht sie Bilder und Funktionsweise der innovativen Radarüberwachung der Deutschen zu erhalten und begibt sich dazu nach Dänemark. Ohne voneinander zu wissen und mit demselben Ziel, nämlich ihre Informationen an den englischen Geheimdienst weiterzuleiten, geraten Harald Olufsen und Hermia Mount dabei immer wieder in tödliche Gefahr.

## Handlung (Detail)

### Erster Teil
Harald Olufsen (18) ist ein Ingenieur-/naturwissenschaftlich begabter Internatsschüler. Auffallendes Merkmal ist sein Motorrad mit Beiwagen, das er wegen der Benzinrationierung durch die Deutschen selbst mit einer Dampfmaschine ausgerüstet hat, die Torf verbrennt. Durch eine Abkürzung auf dem Heimweg in Richtung Elternhaus entdeckt er auf einem militärischen Sperrgebiet der Deutschen eine innovative Radarüberwachung – ohne wirklich zu wissen, was es ist.
Sein Vater ist Pastor, die Eltern haben nicht viel Geld und leben unauffällig auf einer kleinen dänischen Insel (Sande). Ausgerechnet mit der wohlhabendsten Familie der Insel, den Flemmings, deren Sohn Peter Flemming bei der dänischen Polizei arbeitet, haben sich seine Eltern überworfen. Haralds Bruder Arne (28) ist Fluglehrer bei der Armee, dessen Verlobte, Hermia Mount, ist eine englische Diplomatentochter, die in Dänemark aufwuchs, zu Beginn der Besatzung nach England zurück musste und inzwischen beim britischen Geheimdienst arbeitet, was sie jedoch ihrem Verlobten verschweigt.
Ihr Verdienst ist, dass sie die dänische Widerstandsbewegung Mitternachtsfalken aufgebaut und dazu gebracht hat, ihr geheimdienstlich relevante Informationen zufließen zu lassen. Ihr Verbindungsmann ist Poul Kirke, der Chefpilot der Flugschule der dänischen Armee, wo auch Arne Olufsen arbeitet.
Haralds Tante lebt mit ihrer Tochter und ihrem Mann, der Jude ist, in Hamburg. Er weiß, dass sein Onkel bereits von den Nazis in ein Konzentrationslager abtransportiert wurde (ohne die Bedeutung dessen zu erahnen). Diese Umstände und die Tatsache, dass sein bester Kumpel ebenfalls Jude ist, veranlassen ihn dazu bei einem Besuch eines Abgeordneten im Internat diesem lautstark vorzuhalten, nichts gegen die Nazis im eigenen Land zu unternehmen. Er wird von seinem Kumpel daraufhin eingeladen, das Wochenende bei ihm zu verbringen und verliebt sich Hals über Kopf in dessen Schwester Karen.
Internationale Zeitungen drucken einen Artikel der dänischen Untergrundzeitung Virkligheden, was bei der Wehrmacht, die die dänische Polizei kontrolliert, bitter aufstößt. Ein schwedischer Verbindungsmann Hermias hat geheimdienstliche Informationen an Reuters in Stockholm weitergegeben. Hermia gerät in Bedrängnis und Erklärungsnot. Durch die Entdeckung Peter Flemmings, dass diese Untergrundzeitung über Lufthansaflüge von Kopenhagen nach Stockholm an internationale Zeitungen gelangt, steigt sein Ansehen beim befehlshabenden deutschen General.
Hermia Mount hat inzwischen mithilfe eines Empfangsgerätes herausbekommen, dass sich eine Radarüberwachungsstation auf der Insel Sande befindet, die es den Deutschen ermöglicht, englische Bomberflugzeuge zu orten und abzuschießen. Sie beauftragt Poul Kirke, Informationen darüber zu beschaffen. Dieser beauftragt Harald, für ihn eine Zeichnung des Gerätes anzufertigen.
Peter Flemming, angestachelt durch seinen Erfolg und durch einige Kollegen, beginnt die feindliche Gesinnung der Nazis zu übernehmen und stößt bei seinen Ermittlungen zufällig auf Poul Kirke. Nachdem Flemming in Kirkes Büro die Zeichnung von Harald findet, sorgt er kurzerhand für einen Flugunfall, bei dem Poul tödlich verunglückt.

### Zweiter Teil
Peter Flemming nutzt seine Machtstellung aus, um Rache an Familie Olufsen zu nehmen. Nach einem Dummejungenstreich lässt er Harald von der Schule verweisen. Pastor Olufsen nimmt das zum Anlass, seinem Sohn das ersehnte Studium zu verweigern. Daraufhin türmt Harald von zu Hause und zieht sich in ein verfallenes Kloster, das auf dem elterlichen Grundstück eben jenes jüdischen Mitschülers in der Nähe Kopenhagens steht, zurück. Dessen Eltern sind wohlhabende Bankiers und Juden und Harald kommt mehr und mehr mit der Tochter Karen in Kontakt. In dem verfallenen Kloster entdeckt Harald ein beschädigtes Flugzeug des Typs De Havilland DH.87 Hornet Moth, das Karens Vater gehört. Harald findet durch seine Fähigkeit, Motoren von Landmaschinen zu reparieren, Arbeit beim benachbarten Bauern.
Hermia plant, die notwendigen Informationen über die Radarstation von ihrem Verlobten Arne zu erfahren, trifft ihn zu einem konspirativen Treffen auf Bornholm und beauftragt ihn, die Radarstation zu fotografieren. Arne wird von Peter Flemmings Leuten überwacht. Er kann seine Beschatter abhängen und besucht seinen jüngeren Bruder Harald in dessen Unterkunft. Nachdem dieser von Arnes Auftrag erfährt, vereinbaren die Brüder, dass Harald nach Sande fährt, um die Radarstation zu fotografieren.
Arne wird weiterhin beschattet, während Harald zunächst unverdächtig bleibt, jedoch sein neuerlicher Besuch auf dem Militärstützpunkt auf Sande bleibt nicht unbemerkt und dadurch gerät auch er in den Blickpunkt der Fahnder. Arne findet Unterschlupf bei einem der Mitternachtsfalken in Kopenhagen, doch durch eine Falle, die die Ermittler der unbedarften Karen stellen, wird er aufgespürt. Im Verhör erschießt sich Arne Olufsen, um die anderen nicht verraten zu müssen und um sie zu schützen.
Hermia entschließt sich, nachdem Arne nicht zu dem vereinbarten erneuten Treffen auf Bornholm kommt, auf das dänische Festland zu gehen. Sie geht zur Flugschule und erfährt von dem Tod ihres Verlobten.
Harald gelingt es, die Fotos zu machen und den Film in seinem früheren Internat zu entwickeln. Zurück auf dem Anwesen der Duchwitz' beginnt er, mit Karen das Flugzeug ihres Vaters zu reparieren, um später nach England zu fliegen und die wichtigen Informationen an den britischen Geheimdienst weiterzuleiten.

### Dritter Teil
Hermia Mount will mit Harald in Kontakt treten, da sie die Fotografien in seinen Händen vermutet. Sie besucht seine Eltern, die ihr jedoch nicht weiter helfen können, aber vermuten, dass Harald sich auf dem Anwesen der Duchwitz' befindet.
Harald und Karen sind damit beschäftigt, Reparaturen an dem Flugzeug durchzuführen. In der Flugschule seines Bruders versucht Harald, Ersatzteile zu ergattern. Dabei erfährt er, dass Hermia ebenfalls dort war.
Hermia wird von Peter Flemming und seinen Leuten beschattet, während sie Harald in seiner Schule sucht. Dort erfährt sie, dass Harald die Bilder entwickelt hat. Nun will sie Harald auf dem Anwesen abfangen.
Es kommt zum Showdown, bei dem Harald und Karen das Flugzeug starten können, kurz bevor Peter Flemming und seine Leute sie fassen können. Auch Hermia Mount verpasst die beiden nur um Haaresbreite.
Nach einem turbulenten Flug bei Nacht, auf dem sie von einem Flieger der Luftwaffe angegriffen werden und das Benzin beinahe ausgeht, schaffen es die beiden durch die Flugkünste Karens, die vor längerer Zeit mit dem Flugschein begonnen hatte, aufs englische Festland.

### Epilog
Hermia kommt über Bornholm und Stockholm wieder nach England. Harald und Karen erreichen den Geheimdienst und liefern die Fotos ab, die unmittelbar zur Erfindung des Bomberstroms führen: die Bomber fliegen hintereinander ins feindliche Land, um vom gegnerischen Radar nur als ein Flugzeug wahrgenommen zu werden. Infolgedessen werden weniger Bomber abgeschossen.
Am Ende wird ihnen angesichts ihres Muts, ihrer Entschlossenheit und Kreativität angeboten, für den britischen Geheimdienst nach Dänemark zurückzugehen, um eine neue dänische Widerstandsbewegung aufzubauen.

## Historischer Bezug
Die Handlung basiert grob auf der Geschichte des dänischen Luftwaffenoffiziers Thomas Sneum (1917–2007), der in einer Hornet Moth Fotografien einer deutschen Radaranlage vom Typ Freya nach Großbritannien brachte. Sein Copilot war der Mechaniker Kjeld Petersen, der ihm bei der Reparatur der Hornet half.
Auch die Radaranlage Würzburg und das Himmelbett-Verfahren der deutschen Luftabwehr gab es wirklich.
Der Flug von Thomas Sneum fand im Juli 1941 statt, einen Monat nach dem deutschen Überfall auf die Sowjetunion.
Das Angriffskonzept Bomberstrom geht auf statistische Auswertungen der Briten zurück.